# Berezowica Mała

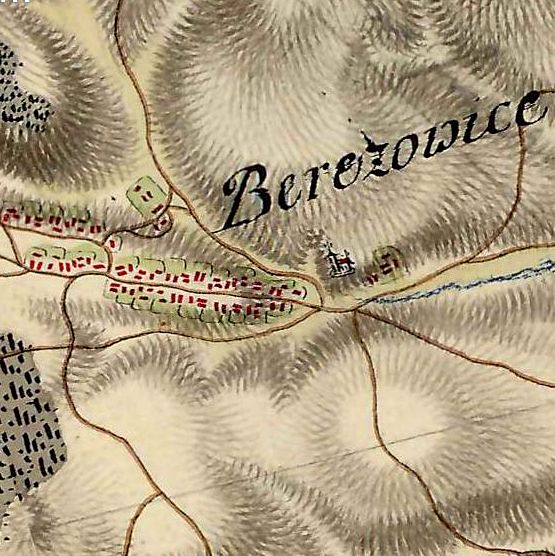
Berezowica Mała, przed rokiem 1787 nosząca nazwę Berezowice, nad potokiem Stawisek na mapie F. Miega

Berezowica Mała (ukr. Мала Березовиця) – wieś na Ukrainie w rejonie tarnopolskim obwodu tarnopolskiego.

## Historia
W okresie rozbiorów Polski Berezowica Mała położona była blisko granicy rosyjskiej, po stronie Galicji.
W II Rzeczypospolitej miejscowość należała do gminy Dobrowody w powiecie zbaraskim, w województwie tarnopolskim.
W nocy z 22 na 23 lutego 1944 r. w Berezowicy Małej została dokonana jedna ze zbrodni Ukraińskiej Powstańczej Armii. Ukraińscy nacjonaliści zajęli wtedy miejscowość i zamordowali 131 polskich mieszkańców.
W 2007 r. we wsi odsłonięto krzyż i dwie tablice z listą ofiar mordu. Napis na krzyżu głosi: Pamięci spoczywających tu około 130 Polaków mieszkańców wsi Berezowica Mała zamordowanych nocą z 22 na 23 lutego 1944 roku, niech spoczywają w pokoju Rząd Rzeczypospolitej Polskiej, Rodziny, 2007.
Do 2020 w rejonie zbaraskim.

## Urodzeni w Berezownicy Małej
- Mieczysław Albert Krąpiec, dominikanin - profesor filozofii i długoletni rektor KUL[5]
- Zygmunt Zawirski - profesor filozofii i logiki
- Florian Ziemiałkowski - prezydent Lwowa
- Adam Lazarowicz - oficer ZWZ-AK i zastępca prezesa IV Zarządu Głównego Wolność i Niezawisłość, stracony po procesie pokazowym  1 marca 1951 w więzieniu mokotowskim w Warszawie[6]
- Władysław Kubów - autor publikacji o ludobójstwie Polaków na Kresach Wschodnich[7].